# Vincenzo Briganti
Vincenzo Briganti (Salvitelle, 7 giugno 1766 – Napoli, 5 aprile 1836) è stato un medico, naturalista e micologo italiano.

## Biografia
Nacque a Salvitelle, in provincia di Salerno, da Gennaro Briganti e da Laura Grassi.
A tredici anni si trasferì a Salerno per seguire studi di filosofia e matematica; successivamente si recò a Napoli per studiare medicina e scienze naturali.
Nel 1789 si laureò in medicina; la sua vera passione erano tuttavia le scienze naturali e, pertanto, iniziò una serie di viaggi in tutto il Regno di Napoli durante i quali raccolse specie di piante ed insetti.
Nel 1809 ebbe la nomina di professore aggiunto presso la cattedra di botanica, ma si dedicò anche a studi di micologia.
Il suo lavoro di maggior pregio dal punto di vista micologico è l'"Historia fungorum Regni Neapolitani", pubblicata postuma nel 1848 a cura del figlio Francesco.
Morì a Napoli il 5 aprile 1836.
Fu membro di molte Accademie scientifiche italiane e straniere.
Il micologo Saccardo diede, in suo onore, il nome ad un genere di funghi che chiamò Brigantiella.